# Coryssiphus praeustus
Coryssiphus praeustus är en spindelart som beskrevs av Simon 1903. Coryssiphus praeustus ingår i släktet Coryssiphus och familjen månspindlar. Inga underarter finns listade i Catalogue of Life.